# Louise Ravn-Hansen
Louise Christiane Ravn-Hansen (Copenhague, 19 de julio de 1849 – Río Havel, cerca de Schwanenwerder, 17 de enero de 1909) fue una paisajista y grabadora danesa. 

## Biografía
Su padre trabajaba como fogonero en el ferrocarril. Perdió a ambos padres cuando tenía ocho años y fue adoptada por su tío, Niels Frederik Hansen, un comerciante de telas. Recibió su primera clase de arte de la pintora de flores, Emma Mulvad (1838-1903). De 1872 a 1876, estudió en la Escuela de Pintura para Mujeres", dirigida por Vilhelm Kyhn. En el verano, hizo dibujos de las estatuas y relieves en la Den Kongelige Afstøbningssamling y, durante un tiempo, tomó lecciones privadas de Jørgen Roed.
Por esta época, Rav-Hansen también comenzó a pintar en plenairismo. En 1877, mostró por primera vez públicamente sus paisajes en la exposición de primavera de Charlottenborg y se convirtió en una participante habitual durante el resto de su vida. También expuso en la Exposición Nórdica de 1888 y el Glaspalast (Munich) en 1899, entre otros. 
En 1888, junto con otras 22 artistas femeninas, incluidas Marie Luplau, Emilie Mundt y Anne Marie Carl-Nielsen, firmó una petición ante el Rigsdagen exigiendo que las mujeres fueran admitidas en la Real Academia Danesa de Bellas Artes. Ese mismo año se estableció la Royal Academy Art School for Women. Aunque ayudó a reclutar a Viggo Johansen como maestro allí, habitualmente no estaba involucrada en la escuela. 
En 1890, la artista danesa, recibió una subvención del Fondo Raben-Levetzauske, un fondo científico, educativo y cultural establecido por Carl Vilhelm Raben-Levetzau, un gran terrateniente. Esto le permitió estudiar en Italia y Alemania. Hizo varios viajes a Berlín, donde pudo producir sus grabados con una calidad mucho mayor.
Se ahogó en el río Havel camino a Berlín; al parecer debido a un accidente, pero las circunstancias no están claras. Después de su muerte, se estableció un subsidio vitalicio a su nombre en la Academia. En 1916, la subvención fue para Emma Meyer, amiga íntima de Ravn-Hansen y compañera de viaje.

## Galería

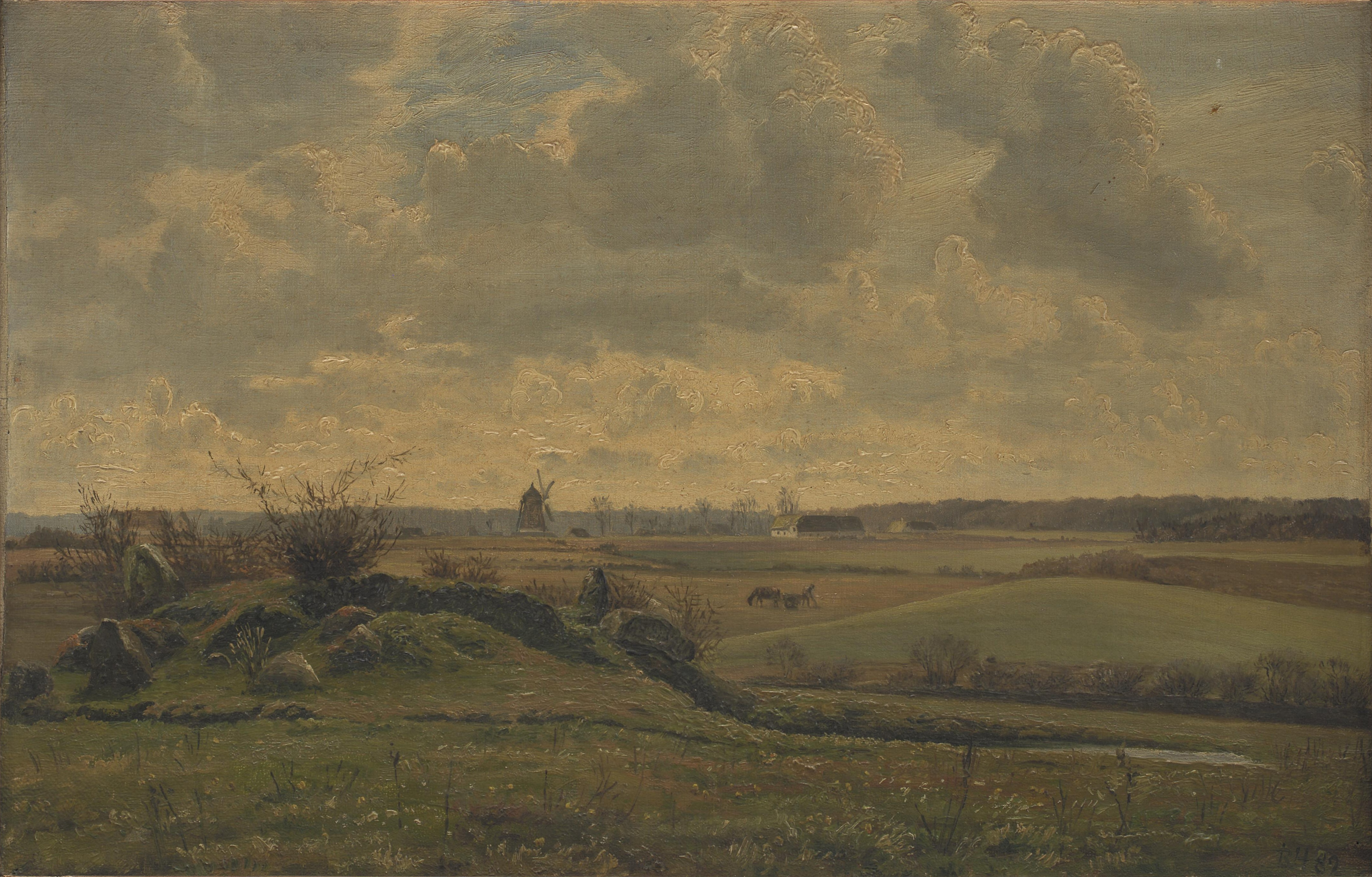
Landskab ved Gyrstinge (1882)
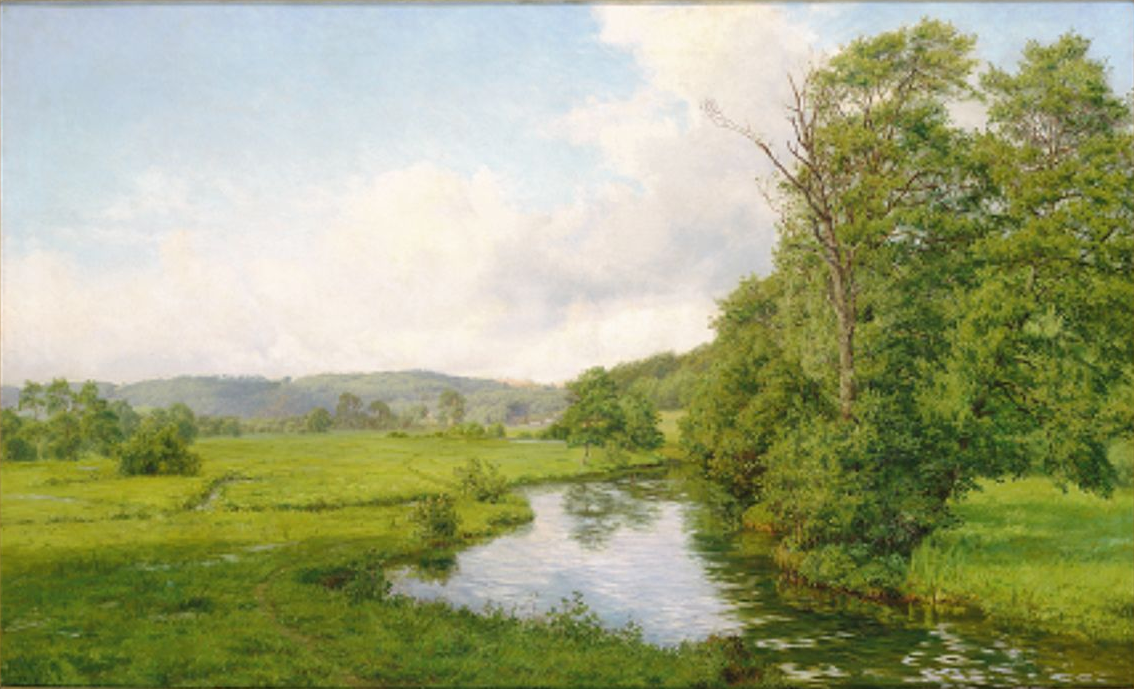
Ved Vingsted Mølle, Vejledalen (1899)
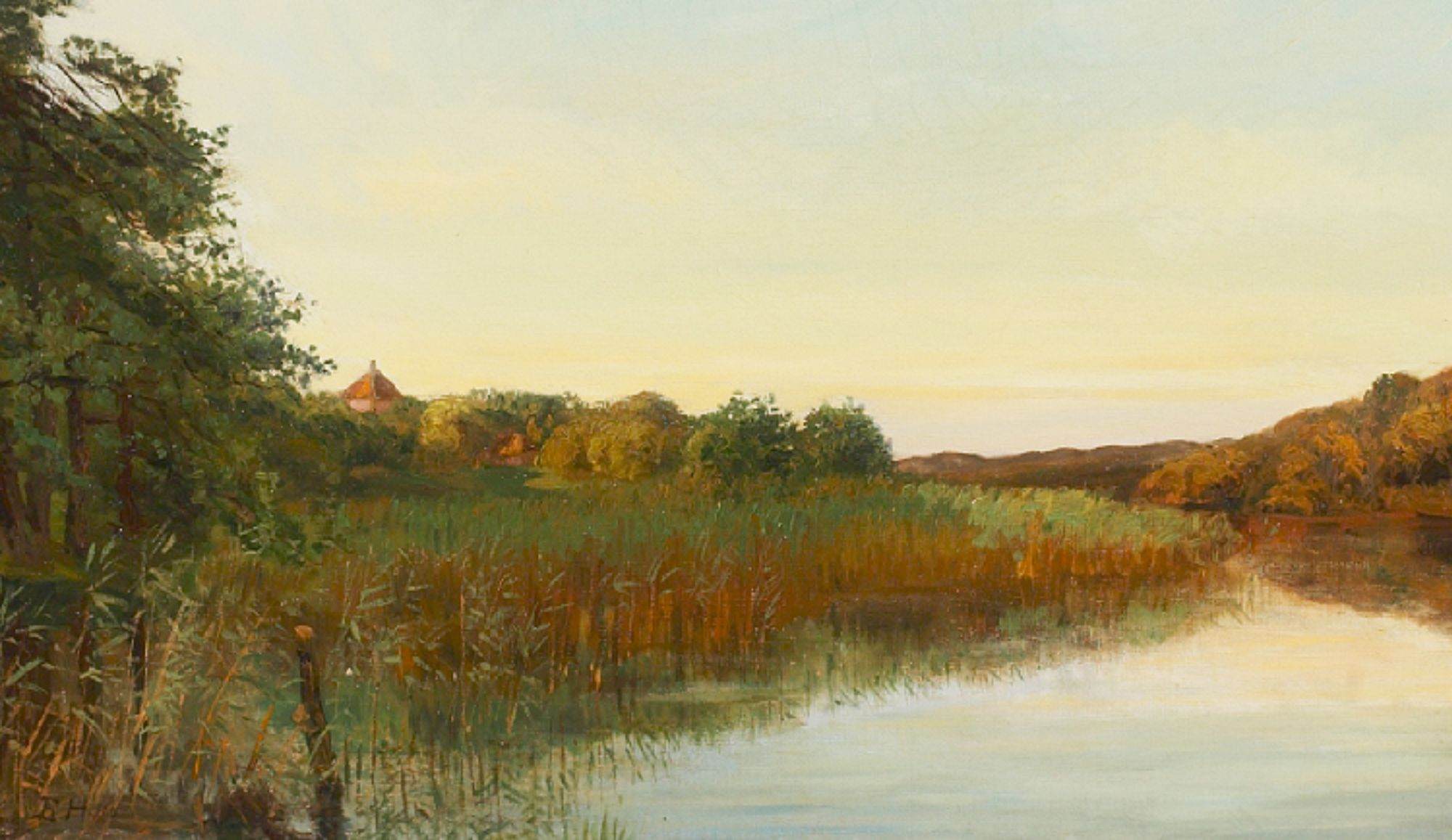
Sommerlandskab med åløb og siv (1890)
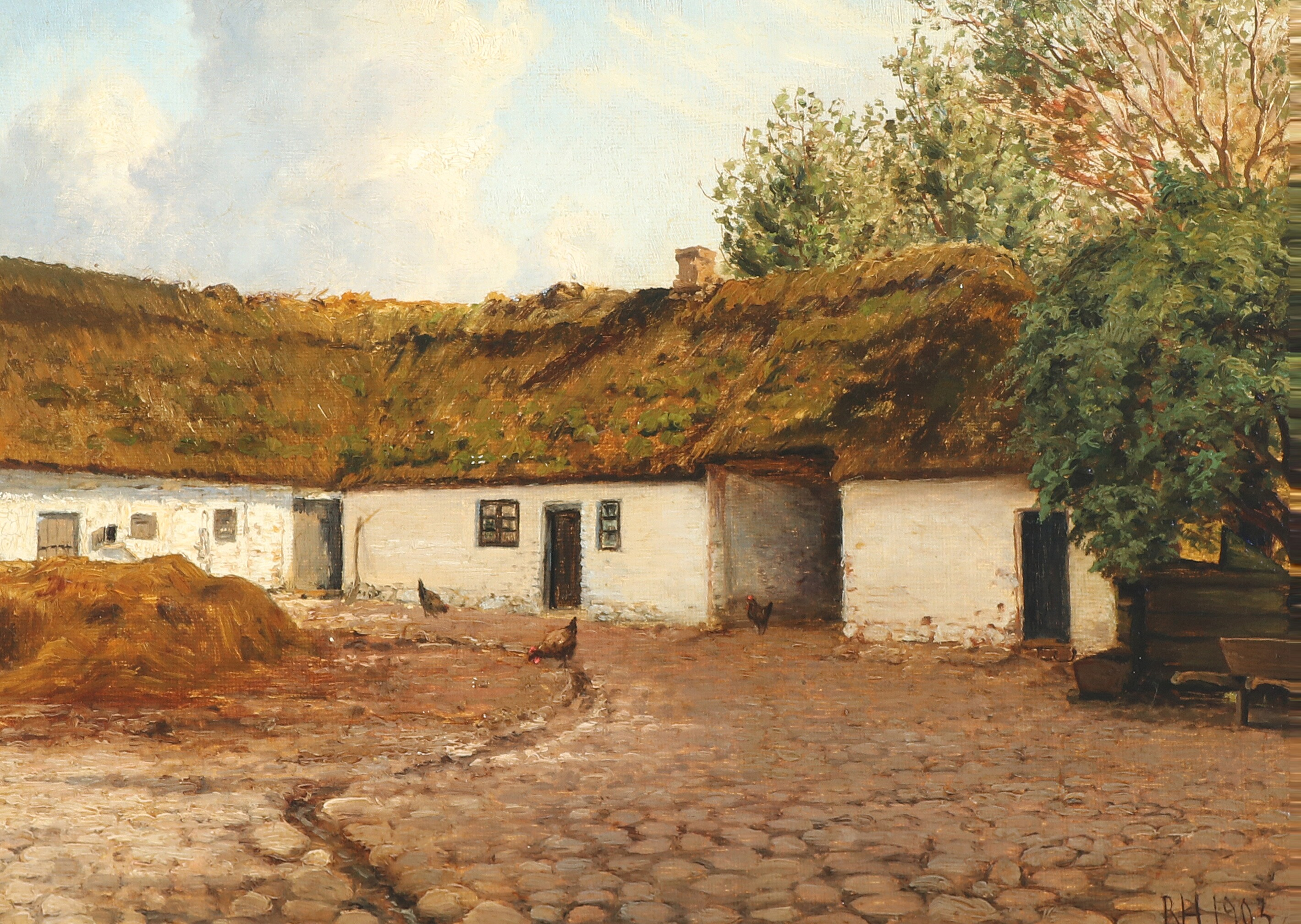
Landskab med høns på en gårdsplads ved et stråtækt hus (1903)